# Discografia di Willie Peyote
La discografia di Willie Peyote, rapper e cantautore italiano, è costituita da cinque album in studio, uno dal vivo, un EP, quaranta singoli e ventinove video musicali (inclusi quelli come artista ospite), pubblicati dal 2013.

## Album

### Album in studio
| Anno                                                         | Titolo | Classifiche | Certificazioni | Unità          |
| Anno                                                         | Titolo | ITA         | Certificazioni | Unità          |
| ------------------------------------------------------------ | --- | ----------- | -------------- | -------------- |
| 2013                                                         | Non è il mio genere, il genere umano - Pubblicato: 10 dicembre 2013 - Etichetta: Collettivo HMCF - Formati: CD, download digitale, streaming | —           |                |                |
| 2015                                                         | Educazione sabauda - Pubblicato: 27 novembre 2015 - Etichetta: ThisPlay Urban - Formati: CD, LP, download digitale, streaming                | —           | - ITA: Oro     | - ITA: 25 000+ |
| 2017                                                         | Sindrome di Tôret - Pubblicato: 6 ottobre 2017 - Etichetta: 451 - Formati: CD, LP, download digitale, streaming                              | 4           | - ITA: Oro     | - ITA: 25 000+ |
| 2019                                                         | Iodegradabile - Pubblicato: 25 ottobre 2019 - Etichetta: Virgin - Formati: CD, LP, download digitale, streaming                              | 2           |                |                |
| 2022                                                         | Pornostalgia - Pubblicato: 6 maggio 2022 - Etichetta: Virgin - Formati: CD, LP, download digitale, streaming                                 | 4           |                |                |
| "—" indica una pubblicazione non classificata in quel paese. | |             |                |                |

### Album dal vivo
| Anno | Titolo |
| ---- | --- |
| 2019 | Ostensione della sindrome - Ultima cena - Pubblicato: 15 marzo 2019 - Etichetta: 451 - Formati: download digitale, streaming |

## Extended play
| Anno | Titolo | Classifiche |
| Anno | Titolo | ITA         |
| ---- | --- | ----------- |
| 2024 | Sulla riva del fiume - Pubblicato: 26 aprile 2024 - Etichetta: Turet, Universal Music Italia - Formati: CD, LP, download digitale, streaming | 5           |

## Singoli

### Come artista principale
| Anno                                                         | Titolo                                | Classifiche | Certificazioni | Unità          | Album di provenienza |
| Anno                                                         | Titolo                                | ITA         | Certificazioni | Unità          | Album di provenienza |
| ------------------------------------------------------------ | ------------------------------------- | ----------- | -------------- | -------------- | -------------------- |
| 2015                                                         | Io non sono razzista ma...            | —           |                |                | Educazione sabauda   |
| 2017                                                         | I cani                                | —           |                |                | Sindrome di Tôret    |
| 2017                                                         | Metti che domani                      | —           |                |                | Sindrome di Tôret    |
| 2018                                                         | Le chiavi in borsa                    | —           | - ITA: Oro     | - ITA: 25 000+ | Sindrome di Tôret    |
| 2018                                                         | L'effetto sbagliato                   | —           |                |                | /                    |
| 2019                                                         | La tua futura ex moglie               | 75          | - ITA: Oro     | - ITA: 35 000+ | Iodegradabile        |
| 2019                                                         | Mango                                 | —           |                |                | Iodegradabile        |
| 2019                                                         | Quando nessuno ti vede                | —           |                |                | Iodegradabile        |
| 2020                                                         | Algoritmo (con Don Joe e Shaggy)      | —           |                |                | /                    |
| 2020                                                         | Semaforo                              | —           |                |                | Iodegradabile        |
| 2020                                                         | La depressione è un periodo dell'anno | —           |                |                | /                    |
| 2021                                                         | Mai dire mai (la locura)              | 8           | - ITA: Platino | - ITA: 70 000+ | /                    |
| 2021                                                         | Meno male (con Beba)                  | —           |                |                | Crisalide            |
| 2022                                                         | Fare schifo (feat. Michela Giraud)    | —           |                |                | Pornostagia          |
| 2022                                                         | La colpa al vento                     | —           |                |                | Pornostagia          |
| 2023                                                         | Picasso                               | —           |                |                | /                    |
| 2023                                                         | Frecciarossa                          | —           |                |                | /                    |
| 2024                                                         | Giorgia nel paese che si meraviglia   | —           |                |                | Sulla riva del fiume |
| 2024                                                         | Piani                                 | —           |                |                | Sulla riva del fiume |
| 2024                                                         | Bloody Mary (con Pugni e Fudasca)     | —           |                |                | /                    |
| 2024                                                         | Chissà (feat. Ditonellapiaga)         | —           |                |                | Sulla riva del fiume |
| 2025                                                         | Grazie ma no grazie                   | 16          |                |                | Sulla riva del fiume |
| 2025                                                         | Next                                  | —           |                |                | /                    |
| "—" indica una pubblicazione non classificata in quel paese. |                                       |             |                |                |                      |

### Come artista ospite
| Anno | Titolo                                                             | Album di provenienza  |
| ---- | ------------------------------------------------------------------ | --------------------- |
| 2017 | La prima di campionato (Luvanor feat. Willie Peyote)               | /                     |
| 2018 | Tua madre (Kahbum feat. Willie Peyote e Zibba)                     | /                     |
| 2018 | Salvagente (Roy Paci & Aretuska feat. Willie Peyote)               | /                     |
| 2019 | L'incubo (Subsonica feat. Willie Peyote)                           | 8                     |
| 2019 | Ancora un giorno (The Bluebeaters feat. Willie Peyote)             | Shock!                |
| 2019 | Capitalunedì (Mauràs feat. Willie Peyote, Inoki Ness e Bonnot)     | Dico sempre la verità |
| 2020 | Fammi scrollare (Selton feat. Willie Peyote ed Emicida)            | Benvenuti             |
| 2021 | Cosa ci direbbe (Fast Animals and Slow Kids feat. Willie Peyote)   | È già domani          |
| 2023 | Vermi (Mobrici feat. Frankie hi-nrg mc e Willie Peyote)            | Gli anni di Cristo    |
| 2023 | Titoli di coda (Motta feat. Willie Peyote)                         | La musica è finita    |
| 2023 | Ci avrei scommesso (Fudasca feat. Giuse the Lizia e Willie Peyote) | /                     |
| 2023 | Autostop (Elasi feat. Willie Peyote)                               | /                     |
| 2023 | Scoppia la bolla (Subsonica feat. Willie Peyote ed Ensi)           | Realtà aumentata      |
| 2024 | DeLorean (DJ Fede feat. Willie Peyote e DJ Tsura)                  | Rock On               |
| 2024 | Wa Zina (Savana Funk feat. Willie Peyote)                          | /                     |
| 2024 | È solo pallone (Carlo Corallo feat. Willie Peyote)                 | /                     |
| 2025 | Entropia (Francesco Cavestri feat. Willie Peyote)                  | /                     |

## Altri brani entrati in classifica e/o certificati
| Anno | Titolo             | Certificazioni | Unità          | Album di provenienza |
| ---- | ------------------ | -------------- | -------------- | -------------------- |
| 2015 | Che bella giornata | - ITA: Oro     | - ITA: 25 000+ | Educazione sabauda   |
| 2015 | C'era una vodka    | - ITA: Oro     | - ITA: 25 000+ | Educazione sabauda   |

## Collaborazioni
| Anno | Titolo                                                                                    | Certificazioni | Unità           | Album di provenienza                                      |
| ---- | ----------------------------------------------------------------------------------------- | -------------- | --------------- | --------------------------------------------------------- |
| 2014 | Cenere (Angelino Panebianco feat. Willie Peyote e Jamiro Venz)                            |                |                 | In polo mixtape                                           |
| 2015 | 6 Sens(e)i (DJ Tsura feat. Don Diegoh, Willie Peyote, Kenzie Kenzei e Barlie)             |                |                 | Fixtape                                                   |
| 2015 | Respira (Freshbeat feat. Rew e Willie Peyote)                                             |                |                 | Revolution                                                |
| 2015 | Birdman (Drops To Zero feat. Willie Peyote e Blue Virus)                                  |                |                 | Drops To Sundae                                           |
| 2016 | Contieniti (Blue Virus feat. Willie Peyote)                                               |                |                 | Sandro terapia mixtape                                    |
| 2016 | Fino a qui (Dutch Nazari feat. Willie Peyote)                                             |                |                 | Fino a qui                                                |
| 2016 | Io fotto, tu fotto, egli fotte (Michael Sorriso feat. Willie Peyote e Rakno)              |                |                 | Lincertezza                                               |
| 2016 | La predica (DJ Fatcut feat. Musteeno, Freddy Key, Willie Peyote e File Toy)               |                |                 | Dead Poets (poeti estinti)                                |
| 2017 | Un fonico (Dutch Nazari feat. Willie Peyote)                                              |                |                 | Amore povero                                              |
| 2017 | La nostra pelle (Remix) (Ex-Otago feat. Willie Peyote)                                    |                |                 | Marassi (Deluxe Edition)                                  |
| 2017 | Selezione naturale (Eugenio in Via Di Gioia feat. Willie Peyote)                          |                |                 | Tutti su per terra                                        |
| 2017 | Mudra (Flavio Zen feat. Willie Peyote)                                                    |                |                 | /                                                         |
| 2017 | H.W.D. (Star Trick feat. Willie Peyote)                                                   |                |                 | Star Trick                                                |
| 2017 | Piccoli drogati crescono (Era Serenase feat. Willie Peyote)                               |                |                 | Crystal Ball                                              |
| 2018 | Dio se ci sei facci funky più che mai (Cuccioli Morti feat. Era Serenase e Willie Peyote) |                |                 | Soltanto amore                                            |
| 2018 | Suoni compressi (Kd-One feat. Willie Peyote)                                              |                |                 | Va bene così                                              |
| 2019 | Parlo piano (Ainé feat. Willie Peyote)                                                    |                |                 | Niente di me                                              |
| 2019 | Occhiali da luna (Murubutu feat. Dutch Nazari e Willie Peyote)                            |                |                 | Tenebra è la notte ed altri racconti di buio e crepuscoli |
| 2019 | Sonde (Subsonica feat. Willie Peyote)                                                     |                |                 | Microchip temporale                                       |
| 2021 | Giochi pericolosi (Samuel feat. Willie Peyote)                                            |                |                 | Brigata bianca                                            |
| 2021 | Il giorno dopo (Carota #1) (Lo Stato Sociale feat. Willie Peyote e Mamakass)              |                |                 | Attentato alla musica italiana                            |
| 2021 | Parla piano (DJ Fatcut feat. Clementino e Willie Peyote)                                  |                |                 | Dead Poets 3 - Maledetti                                  |
| 2022 | Aglio e olio (Fulminacci feat. Willie Peyote)                                             | - ITA: Platino | - ITA: 100 000+ | Tante care cose e altri successi                          |
| 2022 | My Bad (Do Your Thang feat. Willie Peyote)                                                |                |                 | Gang Theory                                               |
| 2023 | Dura lex sed lex (Michael Sorriso feat. Willie Peyote)                                    |                |                 | Parole sante                                              |
| 2023 | ACAB (amami come ameresti Bambi) (Queen of Saba feat. Willie Peyote)                      |                |                 | Medusa                                                    |
| 2024 | Popcorn (Cor Veleno feat. Willie Peyote)                                                  |                |                 | Fuoco sacro                                               |
| 2024 | Moriremo tutti (Drimer feat. Willie Peyote)                                               |                |                 | Scrivo ancora 3                                           |

## Video musicali
| Anno | Titolo                     | Regista/i                                       |
| ---- | -------------------------- | ----------------------------------------------- |
| 2015 | Io non sono razzista ma... | Stefano Carena                                  |
| 2017 | I cani                     | Stefano Carena                                  |
| 2018 | Le chiavi in borsa         | Andrea Sanna                                    |
| 2018 | Tua madre                  | Ulisse Poggioni                                 |
| 2018 | L'effetto sbagliato        | FpBano                                          |
| 2018 | Salvagente                 | Fernando Luceri                                 |
| 2019 | L'incubo                   | Beppe Gallo                                     |
| 2019 | Ancora un giorno           | Matteo Costa Romagnoli e Nicola Hyppo Roda      |
| 2019 | Capitalunedì               | Michael Sorriso                                 |
| 2019 | La tua futura ex moglie    | Libero De Rienzo                                |
| 2019 | Quando nessuno ti vede     | Stefano Carena                                  |
| 2020 | Algoritmo                  | Gabriele Ottino, Paolo Bertino e Sharon Ritossa |
| 2020 | Fammi scrollare            | Giulia Rosco                                    |
| 2020 | Semaforo                   | Stefano Carena                                  |
| 2021 | Mai dire mai (la locura)   | Gabriele Ottino, Paolo Bertino e Sharon Ritossa |
| 2021 | Meno male                  | Luther Blissett                                 |
| 2022 | Fare schifo                | Stefano Carena                                  |
| 2022 | La colpa al vento          | Daniele Bagolin                                 |
| 2023 | Picasso                    | Nicolò Roberto Roccatello                       |
| 2023 | Frecciarossa               | Stefano Carena                                  |
| 2023 | Vermi                      | Bendo (Andrea Santaterra e Lorenzo Silvestri)   |
| 2023 | Titoli di coda             | Marco Pellegrino                                |
| 2023 | Ci avrei scommesso         | Riccardo Sanmartini                             |
| 2023 | Autostop                   | Simone Marangi                                  |
| 2023 | Scoppia la bolla           | Ivan Cazzola                                    |
| 2024 | Piani                      | Stefano Carena                                  |
| 2024 | Wa Zina                    | Giorgia Zoe Righini                             |
| 2025 | Grazie ma no grazie        | Nicolò Bassetto                                 |
| 2025 | Next                       | Stefano Carena                                  |